# Albert Laponneraye
Albert Laponneraye (Tours, 8 de mayo de 1808-Marsella, 1 de septiembre de 1849) fue un periodista, historiador y ensayista político republicano y socialista francés. Gran admirador de Robespierre, se le suele encuadrar dentro del grupo de los neobabuvistas, que toman como referente el comunismo de François Babeuf y su Conspiración de los Iguales de 1797.

## Biografía
Afiliado a la Sociedad de Amigos del Pueblo y luego a la Sociedad de los Derechos del Hombre, tras la Revolución de julio de 1830 organiza en París unos cursos para obreros sobre la Revolución francesa que años más tarde publicará en forma de libro. Para él la Revolución es solamente una etapa en el enfrentamiento entre las clases, ya que el triunfo de la burguesía sobre la nobleza ha dado paso a la lucha entre aquella y el pueblo. Esta idea la sintetizó en la frase «el pueblo no ha hecho más que cambiar de tirano», lo que le valió su encarcelamiento en la prisión de Sainte-Pélagie.
Su ideario comunista inspirado en Babeuf lo desarrolla en el periódico L'Intelligence publicado entre 1837 y 1840 con el subtítulo «diario del derecho común», primero, y el de «diario de la reforma social», más tarde. Uno de sus objetivos principales es el combate contra el liberalismo burgués que considera «hijo mayor del liberalismo girondino» y también la defensa de la idea de que la democracia solamente cobra sentido si va acompañada de «la extinción de la explotación del hombre por el hombre». La alternativa que propone es la formación de cooperativas de producción, donde los productos sean repartidos «entre todos los miembros de la asociación, sea cual sea la cantidad o naturaleza de los fondos aportados».
A veces empleaba un cierto tono populista como cuando describe el «trabajo» de los ricos:

En efecto, no sois vosotros quienes manejáis la azada, quienes guiáis el arado; no sois vosotros quienes erigís las casas, tejéis las telas, construís las naves. Vosotros contribuís con mínima parte de lo que os sobra a subvenir las necesidades del Estado, mientras que el pobre paga con su persona; vuestro impuesto es un vil metal, el impuesto del pobre es el sudor que brota de su frente.